# Deutsche Eishockey Liga 2008-2009
La Deutsche Eishockey Liga 2008-2009 fu la quindicesima stagione della Deutsche Eishockey Liga. Al termine dei playoff gli Eisbären Berlin vinsero il quarto titolo nella storia della DEL in cinque anni, il secondo consecutivo.
Grazie ad un accordo raggiunto con la federazione si decise di rendere la DEL una lega chiusa senza retrocessioni automatiche in 2. Eishockey-Bundesliga, tuttavia grazie all'ammissione dei Kassel Huskies il numero delle squadre iscritte fu portato a 16, mentre le giornate di stagione regolare scesero nuovamente da 56 a 52.

## Stagione regolare
Le squadre furono divise in quattro gruppi; oltre al turno di andata e ritorno comune ogni formazione avrebbe disputato dei match ulteriori contro le avversarie in base al gruppo di appartenenza, fino a raggiungere quota 52 partite. Solo alle prime sei squadre fu garantito l'accesso ai playoff, mentre quelle dal sesto al decimo disputarono un turno aggiuntivo per gli ultimi due posti validi per i playoff.

### Classifica
|                     | Pos. | Squadra             | Pt  | G  | V  | VOT | POT | P  | GF  | GS  | DR   |
| ------------------- | ---- | ------------------- | --- | -- | -- | --- | --- | -- | --- | --- | ---- |
| Germania (bandiera) | 1.   | Eisbären Berlino    | 105 | 52 | 31 | 5   | 2   | 14 | 214 | 143 | +71  |
|                     | 2.   | Hannover Scorpions  | 101 | 52 | 30 | 3   | 5   | 14 | 173 | 151 | +22  |
|                     | 3.   | DEG Metro Stars     | 88  | 52 | 24 | 5   | 6   | 17 | 159 | 134 | +25  |
|                     | 4.   | Adler Mannheim      | 85  | 52 | 22 | 7   | 5   | 18 | 144 | 131 | +13  |
|                     | 5.   | Nürnberg Ice Tigers | 85  | 52 | 23 | 7   | 2   | 20 | 153 | 142 | +11  |
|                     | 6.   | Krefeld Pinguine    | 84  | 52 | 24 | 4   | 4   | 20 | 167 | 140 | +27  |
|                     | 7.   | Grizzlys Wolfsburg  | 83  | 52 | 25 | 1   | 6   | 20 | 180 | 141 | +39  |
|                     | 8.   | Hamburg Freezers    | 82  | 52 | 22 | 5   | 6   | 19 | 158 | 147 | +11  |
|                     | 9.   | Frankfurt Lions     | 80  | 52 | 21 | 6   | 5   | 20 | 152 | 152 | 0    |
|                     | 10.  | Augsburger Panther  | 80  | 52 | 24 | 2   | 4   | 22 | 156 | 178 | -22  |
|                     | 11.  | Iserlohn Roosters   | 71  | 52 | 15 | 7   | 12  | 18 | 171 | 187 | -16  |
|                     | 12.  | ERC Ingolstadt      | 68  | 52 | 18 | 4   | 6   | 24 | 144 | 155 | -11  |
|                     | 13.  | Straubing Tigers    | 68  | 52 | 17 | 7   | 3   | 25 | 144 | 164 | -50  |
|                     | 14.  | Kassel Huskies      | 65  | 52 | 15 | 8   | 4   | 25 | 147 | 171 | -24  |
|                     | 15.  | Kölner Haie         | 63  | 52 | 15 | 4   | 10  | 23 | 147 | 166 | -19  |
|                     | 16.  | Füchse Duisburg     | 45  | 52 | 9  | 6   | 1   | 36 | 118 | 255 | -107 |

Legenda:

      Ammesse ai Playoff
      Ammesse alla Qualificazione Playoff
Note:

Tre punti a vittoria, due punti a vittoria dopo overtime, un punto a sconfitta dopo overtime, zero a sconfitta.

## Playoff
|  | Quarti di finale | Quarti di finale        | Quarti di finale |                 |                 | Semifinali         | Semifinali | Semifinali |  |  | Finale | Finale          | Finale |
|  |                  |                         |                  |                 |                 |                    |            |            |  |  |        |                 |        |
|  | 1                | Eisbären Berlin         | 4                |                 |                 |                    |            |            |  |  |        |                 |        |
|  | 8                | Hamburg Freezers        | 0                |                 |                 |                    |            |            |  |  |        |                 |        |
|  | 8                | Hamburg Freezers        | 0                |                 | 1               | Eisbären Berlin    | 3          |            |  |  |        |                 |        |
|  |                  |                         |                  |                 | 1               | Eisbären Berlin    | 3          |            |  |  |        |                 |        |
|  |                  | 4                       | Adler Mannheim   | 1               |                 |                    |            |            |  |  |        |                 |        |
|  | 4                | 4                       | Adler Mannheim   | 1               | Adler Mannheim  | 4                  |            |            |  |  |        |                 |        |
|  | 4                |                         |                  |                 | Adler Mannheim  | 4                  |            |            |  |  |        |                 |        |
|  | 5                | Nürnberg Ice Tigers     | 1                |                 |                 |                    |            |            |  |  |        |                 |        |
|  |                  |                         |                  |                 |                 |                    |            |            |  |  | 1      | Eisbären Berlin | 3      |
|  |                  |                         | 3                | DEG Metro Stars | 1               |                    |            |            |  |  |        |                 |        |
|  | 2                | Hannover Scorpions      | 4                |                 |                 |                    |            |            |  |  |        |                 |        |
|  | 7                | Grizzly Adams Wolfsburg | 2                |                 |                 |                    |            |            |  |  |        |                 |        |
|  | 7                | Grizzly Adams Wolfsburg | 2                |                 | 2               | Hannover Scorpions | 2          |            |  |  |        |                 |        |
|  |                  |                         |                  |                 | 2               | Hannover Scorpions | 2          |            |  |  |        |                 |        |
|  |                  | 3                       | DEG Metro Stars  | 3               |                 |                    |            |            |  |  |        |                 |        |
|  | 3                | 3                       | DEG Metro Stars  | 3               | DEG Metro Stars | 4                  |            |            |  |  |        |                 |        |
|  | 3                |                         |                  |                 | DEG Metro Stars | 4                  |            |            |  |  |        |                 |        |
|  | 6                | Krefeld Pinguine        | 3                |                 |                 |                    |            |            |  |  |        |                 |        |

### Qualificazioni
| Squadra 1          | Totale | Squadra 2          | Gara 1 | Gara 2 | Gara 3 | Gara 4    | Gara 5   |
| ------------------ | ------ | ------------------ | ------ | ------ | ------ | --------- | -------- |
| Grizzlys Wolfsburg | 3 - 1  | Augsburger Panther | 1 - 2  | 4 - 1  | 1 - 0  | 4 - 3 dts | {{{10}}} |
| Hamburg Freezers   | 3 - 2  | Frankfurt Lions    | 3 - 4  | 1 - 2  | 2 - 1  | 2 - 1 dts | 5 - 2    |

### Quarti di finale
| Squadra 1          | Totale | Squadra 2           | Gara 1 | Gara 2    | Gara 3 | Gara 4    | Gara 5 | Gara 6 | Gara 7 |
| ------------------ | ------ | ------------------- | ------ | --------- | ------ | --------- | ------ | ------ | ------ |
| Eisbären Berlino   | 4 - 0  | Hamburg Freezers    | 5 - 3  | 3 - 2 dts | 7 - 2  | 4 - 1     |        |        |        |
| Hannover Scorpions | 4 - 2  | Grizzlys Wolfsburg  | 2 - 1  | 2 - 3 dts | 2 - 3  | 4 - 3 dts | 4 - 3  | 2 - 0  |        |
| DEG Metro Stars    | 4 - 3  | Krefeld Pinguine    | 2 - 3  | 4 - 3 dts | 1 - 2  | 5 - 4 dts | 2 - 1  | 3 - 4  | 5 - 0  |
| Adler Mannheim     | 4 - 1  | Nürnberg Ice Tigers | 5 - 0  | 3 - 5     | 3 - 2  | 2 - 1     | 5 - 2  |        |        |

### Semifinali
| Squadra 1          | Totale | Squadra 2       | Gara 1 | Gara 2 | Gara 3 | Gara 4    | Gara 5 |
| ------------------ | ------ | --------------- | ------ | ------ | ------ | --------- | ------ |
| Eisbären Berlino   | 3 - 1  | Adler Mannheim  | 4 - 0  | 1 - 6  | 4 - 0  | 6 - 4     |        |
| Hannover Scorpions | 2 - 3  | DEG Metro Stars | 5 - 2  | 2 - 4  | 6 - 3  | 3 - 4 dts | 1 - 3  |

### Finale
| Squadra 1        | Totale | Squadra 2       | Gara 1 | Gara 2 | Gara 3 | Gara 4 | Gara 5 |
| ---------------- | ------ | --------------- | ------ | ------ | ------ | ------ | ------ |
| Eisbären Berlino | 3 - 1  | DEG Metro Stars | 3 - 2  | 1 - 3  | 5 - 1  | 4 - 2  |        |